# Синеухий зимородок (Alcedo)
Синеу́хий зиморо́док (лат. Alcedo meninting) — азиатская птица семейства зимородковых.

## Описание
Синеухий зимородок весом 18 г и длиной 17 см очень похож на обыкновенного зимородка, только синее оперение верхней части тела и оранжевое нижней части тела имеет более интенсивную окраску. Кроме того, кроющие уха у взрослых птиц синего цвета вместо оранжевого.

## Распространение
Международный союз орнитологов выделяет пять подвидов:
- Alcedo m. meninting обитает на Суматре, Яве, Бали, Ломбоке, Бангай, Сула и возможно на Сулавеси, Ниасе и Сулу.
- Alcedo m. scintillans живёт в Бирме и Таиланде между 10° и 16° широты.
- Alcedo m. phillipsi встречается на Шри-Ланке и в части индийского штата Керала.
- Alcedo m. rufigasta живёт на Андаманах.
- Alcedo m. coltarti распространён от Индокитая до Непала и востока Индии.

Некоторые учёные выделяют также подвид * Alcedo m. verreauxii, который обитает на Малакке южнее 10° широты, Борнео, Палаване, Бангка, Сулу, Паги, Белитунге и Риау.
Птицы живут у рек и водоёмов в густых вечнозелёных лесах.

## Образ жизни
Это робкая птица, ведущая одиночный образ жизни. Охотится на добычу из засады, расположенной вблизи воды. Питается рыбой, ракообразными и насекомыми, которых ловит в полёте.

## Размножение
Гнездо строит на вертикальных песчаных склонах. Туннель длиной 55—60 см и диаметром 5 см заканчивается гнездовой камерой шириной 12—14 см и высотой 10—12 см.